# Lista muzeów regionalnych w Polsce
Lista muzeów regionalnych w Polsce zawiera spis muzeów regionalnych na terenie Polski, podzieloną według lokalizacji (województwa).
Zgodnie z definicją, stosowaną przez Główny Urząd Statystyczny, muzeum regionalne „gromadzi zbiory o znaczeniu historycznym dla regionu z zakresu sztuki, archeologii, etnografii, techniki, przyrody i innych dyscyplin, z uwzględnieniem mmzbiorów regionalnych pamiątek historycznych”.
W Polsce muzea regionalne pozostają pod mecenatem państwowym (muzea okręgowe), bądź jednostek samorządu terytorialnego (województwa, powiatu, gminy/miasta). Niektóre z nich są prowadzone przez stowarzyszenia. Istnieją także placówki prowadzone przez osoby prywatne oraz parafie.
| Województwo                     | Placówki |
| ------------------------------- | --- |
| Województwo dolnośląskie        | - Bielawska Placówka Muzealna w Bielawie - Izba Pamiątek Regionalnych w Ząbkowicach Śląskich - Izba Tradycji Ziemi Strzegomskiej w Strzegomiu - Muzeum Architektury we Wrocławiu - Muzeum Karkonoskie w Jeleniej Górze - Skansen Uzbrojenia Wojska Polskiego w Jeleniej Górze - Zamek Bolków - Dom Carla i Gerharta Hauptmannów w Szklarskiej Porębie - Muzeum Łużyckie w Zgorzelcu - Muzeum Miejskie Dzierżoniowa - Muzeum Miejskie Wrocławia - Muzeum Regionalne w Chojnowie - Muzeum Regionalne w Jaworze - Muzeum Regionalne w Lubaniu - Muzeum Regionalne w Sycowie - Muzeum Regionalne w Środzie Śląskiej - Muzeum Regionalne Towarzystwa Miłośników Ziemi Trzebnickiej w Trzebnicy - Muzeum Regionalne ZSZ w Twardogórze - Muzeum Ślężańskie im. Stanisława Dunajewskiego w Sobótce - Muzeum w Wałbrzychu - Muzeum Ziemi Kłodzkiej w Kłodzku - Muzeum Ziemi Lubińskiej w Lubinie - Muzeum Ziemi Sowiogórskiej w Ludwikowicach Kłodzkich - Placówka Historyczno-Muzealna w Lwówku Ślaskim |
| Województwo kujawsko-pomorskie  | - Galeria Kujawska w Kowalu - Muzeum Dobrzyńskie w Dobrzyniu nad Wisłą - Muzeum im. Jana Kasprowicza w Inowrocławiu - Muzeum Miejskie w Aleksandrowie Kujawskim - Muzeum Miejskie w Wąbrzeźnie - Muzeum Okręgowe im. Leona Wyczółkowskiego w Bydgoszczy - Muzeum Borów Tucholskich w Tucholi - Muzeum Kolei Wąskotorowej w Wenecji - Muzeum Ziemi Pałuckiej w Żninie - Muzeum Okręgowe w Toruniu - Dom Kopernika w Toruniu - Muzeum Podróżników im. Tony’ego Halika w Toruniu - Muzeum Solca im. księcia Przemysła w Solcu Kujawskim - Muzeum w Brodnicy - Muzeum w Grudziądzu - Muzeum Ziemi Chełmińskiej w Chełmnie - Muzeum Ziemi Dobrzyńskiej w Rypinie - Muzeum Ziemi Krajeńskiej w Nakle nad Notecią - Muzeum Ziemi Kujawskiej i Dobrzyńskiej we Włocławku - Kujawsko-Dobrzyński Park Etnograficzny w Kłóbce - Muzeum Etnograficzne we Włocławku - Muzeum Historii Włocławka - Muzeum Stanisława Noakowskiego w Nieszawie - Muzeum Ziemi Mogileńskiej w Chabsku - Muzeum Ziemi Szubińskiej w Szubinie |
| Województwo lubelskie           | - Krasnobrodzkie Muzeum Parafialne w Krasnobrodzie - Muzeum im. ks. Stanisława Staszica w Hrubieszowie - Muzeum Narodowe w Lublinie - Dworek Wincentego Pola w Lublinie - Muzeum Historii Miasta Lublina - Muzeum Martyrologii „Pod Zegarem” w Lublinie - Muzeum Literackie im. Józefa Czechowicza w Lublinie - Muzeum 24 Pułku Ułanów w Kraśniku - Muzeum Bolesława Prusa w Nałęczowie - Muzeum Regionalne w Kraśniku - Muzeum Regionalne w Lubartowie - Muzeum Regionalne w Łęcznej - Muzeum Stefana Żeromskiego w Nałęczowie - Muzeum Nadwiślańskie w Kazimierzu Dolnym - Muzeum Parafialne w Kraczewicach - Muzeum Pojezierza Łęczyńsko-Włodawskiego we Włodawie - Muzeum Południowego Podlasia w Białej Podlaskiej - Muzeum Regionalne w Janowie Lubelskim - Muzeum Regionalne w Krasnymstawie - Muzeum Regionalne w Łukowie - Muzeum Regionalne w Puławach - Muzeum Regionalne w Tomaszowie Lubelskim - Muzeum Regionalne w Wojciechowie - Muzeum Regionalne w Woli Osowińskiej - Muzeum Wiejskie w Batorzu - Muzeum Zamojskie w Zamościu - Muzeum Barwy i Oręża „Arsenał” w Zamościu - Muzeum Ziemi Biłgorajskiej w Biłgoraju - Muzeum Ziemi Chełmskiej w Chełmie |
| Województwo lubuskie            | - Muzeum „Dom Szewca” w Pszczewie - Muzeum Lubuskie im. Jana Dekerta w Gorzowie Wielkopolskim - Muzeum Sztuk Dawnych w Gorzowie Wielkopolskim - Muzeum Kultury i Techniki Wiejskiej w Bogdańcu - Muzeum Grodu Santok - Muzeum Miejskie w Nowej Soli - Muzeum Pogranicza Śląsko-Łużyckiego w Żarach - Muzeum Puszczy Drawskiej i Noteckiej im. Franciszka Grasia w Drezdenku - Muzeum Regionalne w Świebodzinie - Muzeum Ziemi Międzyrzeckiej im. Alfa Kowalskiego w Międzyrzeczu - Muzeum Ziemi Lubuskiej w Zielonej Górze - Muzeum Ziemi Szprotawskiej w Szprotawie - Muzeum Ziemi Wschowskiej we Wschowie - Muzeum Ziemi Torzymskiej w Ośnie Lubuskim - Międzyrzecki Rejon Umocniony Muzeum Fortyfikacji i Nietoperzy w Pniewie - Izba Muzealna Stowarzyszenia Przyjaciół Ziemi Gubińskiej w Gubinie - Wystawa Pamiątek Regionalnych w Słońsku |
| Województwo łódzkie             | - Muzeum Historii Łasku - Muzeum Historii Miasta Zduńska Wola - Muzeum Ludowe Ziemi Przedborskiej w Przedborzu - Muzeum Miasta i Rzeki Warty PTTK w Warcie - Muzeum Miasta Pabianic - Muzeum Miasta Zgierza - Muzeum im. Antoniego hr. Ostrowskiego w Tomaszowie Mazowieckim - Muzeum im. Leokadii Marciniak w Gałkowie Dużym - Muzeum Okręgowe w Sieradzu - Sieradzki Park Etnograficzny w Sieradzu - Muzeum Walewskich w Tubądzinie - Muzeum Regionalne im. Władysława St. Reymonta w Lipcach Reymontowskich - Muzeum Regionalne w Bełchatowie - Muzeum Regionalne w Brzezinach - Muzeum Regionalne w Działoszynie - Muzeum Regionalne w Głownie - Muzeum Regionalne w Kutnie - Muzeum Regionalne w Opocznie - Muzeum Regionalne w Radomsku - Muzeum w Łowiczu - Muzeum w Piotrkowie Trybunalskim - Muzeum w Polichnie - Muzeum Ziemi Rawskiej w Rawie Mazowieckiej - Muzeum Ziemi Wieluńskiej w Wieluniu |
| Województwo małopolskie         | - Muzeum Grodzkie „Pod Wagą” w Zakliczynie - Muzeum Historyczno-Etnograficzne w Andrychowie - Muzeum im. Aleksandra Kłosińskiego w Kętach - Muzeum im. Antoniego Krajewskiego w Lanckoronie - Muzeum im. Stanisława Fischera w Bochni - Muzeum im. Władysława Orkana w Rabce-Zdroju - Muzeum Miejskie w Tuchowie - Muzeum Miejskie w Wadowicach - Muzeum Ziemi Sądeckiej - Dom Gotycki w Nowym Sączu - Synagoga w Nowym Sączu - Muzeum Lachów Sądeckich w Podegrodziu - Muzeum Nikifora w Krynicy-Zdroju - Muzeum Pienińskie im. Józefa Szalaya w Szlachtowej - Muzeum Ziemi Tarnowskiej w Tarnowie - Ratusz – Galeria Sztuki Dawnej w Tarnowie - Regionalne Centrum Edukacji o Pamięci w Tarnowie - Muzeum Etnograficzne w Tarnowie - Galeria „Panorama” w Tarnowie - Muzeum Pamiątek po Janie Matejce „Koryznówka” w Nowym Wiśniczu - Muzeum Wincentego Witosa w Wierzchosławicach - Zagroda Felicji Curyłowej w Zalipiu - Zamek w Dębnie - Dwór w Dołędze - Muzeum Podhalańskie w Nowym Targu - Muzeum Powiśla Dąbrowskiego w Dąbrowie Tarnowskiej - Muzeum Regionalne PTTK w Gorlicach - Muzeum Regionalne w Iwanowicach - Muzeum Regionalne w Libiążu - Muzeum Regionalne PTTK w Muszynie - Muzeum Niepodległości w Myślenicach - Muzeum Regionalne PTTK w Ojcowie - Muzeum Regionalne PTTK w Olkuszu - Muzeum Regionalne w Piwnicznej-Zdroju - Muzeum Regionalne w Skawinie - Muzeum Regionalne w Starym Sączu - Muzeum Regionalne w Trzebini - Muzeum Regionalne Ziemi Limanowskiej w Limanowej - Muzeum Tatrzańskie im. dra Tytusa Chałubińskiego w Zakopanem - Muzeum w Chrzanowie - Muzeum Zamek w Oświęcimiu - Muzeum Ziemi Bieckiej w Bieczu - Muzeum Ziemi Koszyckiej w Koszycach - Muzeum Ziemi Krzeszowickiej w Krzeszowicach - Muzeum Ziemi Słomnickiej w Słomnikach - Muzeum Ziemi Wiśnickiej w Nowym Wiśniczu - Zamek w Wiśniczu - Muzeum Mleczarstwa w Królówce                                                              |
| Województwo mazowieckie         | - Centrum Regionalne w Zwoleniu - Izba Pamięci Ziemi Mszczonowskiej w Mszczonowie - Muzeum Garnizonu i Ziemi Ostrowskiej w Ostrowi Mazowieckiej - Muzeum Historyczne w Legionowie - Muzeum im. Jacka Malczewskiego w Radomiu - Muzeum Jana Kochanowskiego w Czarnolesie - Muzeum Sztuki Współczesnej w Radomiu - Muzeum Kultury Kurpiowskiej w Ostrołęce - Muzeum Kurpiowskie w Wachu - Muzeum Małego Miasta w Bieżuniu - Muzeum Mazowieckie w Płocku - Muzeum Mazowsza Zachodniego w Żyrardowie - Muzeum Parafialne w Łaskarzewie - Muzeum Regionalne w Iłży - Muzeum Regionalne w Kozienicach - Muzeum Regionalne w Nowym Mieście nad Pilicą - Muzeum Regionalne w Piasecznie - Muzeum Regionalne w Pułtusku - Muzeum Regionalne w Siedlcach - Muzeum Stara Plebania w Karczewie - Muzeum Wisły w Wyszogrodzie - Muzeum Ziemi Garwolińskiej w Miętnem - Muzeum Ziemi Mińskiej w Mińsku Mazowieckim - Muzeum Ziemi Otwockiej w Otwocku - Muzeum Ziemi Sochaczewskiej i Pola Bitwy nad Bzurą w Sochaczewie - Muzeum Ziemi Zawkrzeńskiej w Mławie - Regionalne Muzeum Etnograficzne w Górze Kalwarii - Społeczne Muzeum Ziemi Gąbińskiej - Społeczne Muzeum Ziemi Tłuszczańskiej w Tłuszczu |
| Województwo opolskie            | - Muzeum im. Jana Dzierżona w Kluczborku - Muzeum Śląska Opolskiego w Opolu - Muzeum Czynu Powstańczego w Górze Świętej Anny - Muzeum Regionalne w Głogówku - Muzeum Regionalne w Oleśnie - Muzeum Regionalne w Praszce - Muzeum Towarzystwa Ziemi Kozielskiej w Kędzierzynie-Koźlu - Muzeum w Nysie - Muzeum Ziemi Prudnickiej - Powiatowe Muzeum Ziemi Głubczyckiej |
| Województwo podkarpackie        | - Muzeum Kresów w Lubaczowie - Muzeum Okręgowe w Rzeszowie - Muzeum Etnograficzne w Rzeszowie - Muzeum Historii Miasta w Rzeszowie - Muzeum Juliana Przybosia w Gwoźnicy Dolnej - Muzeum Parafialne w Pruchniku - Muzeum Parafialne w Szufnarowej - Muzeum Podkarpackie w Krośnie - Skansen Archeologiczny „Karpacka Troja” w Trzcinicy - Muzeum Regionalne w Brzozowie - Muzeum Regionalne w Dębicy - Muzeum Regionalne w Handzlówce - Muzeum Regionalne w Jaśle - Muzeum Regionalne w Mielcu - Muzeum Regionalne w Sokołowie Małopolskim - Muzeum Regionalne w Sołonce - Muzeum Regionalne w Stalowej Woli - Muzeum Samorządowe Ziemi Strzyżowskiej w Strzyżowie - Muzeum Społeczne Gminy Niebylec - Muzeum Społeczne PTTK w Przeworsku - Muzeum w Jarosławiu - Muzeum Wsi w Odrzykoniu - Muzeum Ziemi Leżajskiej w Leżajsku - Muzeum Ziemi Zaklikowskiej w Zaklikowie - Społeczne Muzeum Regionalne w Tyczynie - Społeczne Muzeum Ziemi Błażowskiej w Błażowej - Muzeum Regionalne w Pilźnie |
| Województwo podlaskie           | - Grajewska Izba Historyczna w Grajewie - Muzeum i Ośrodek Kultury Białoruskiej w Hajnówce - Muzeum Kultury Materialnej „Baćkauszczyna” w Rybołach - Muzeum Północno-Mazowieckie w Łomży - Skansen Kurpiowski w Nowogrodzie - Muzeum Okręgowe w Suwałkach - Muzeum im. Marii Konopnickiej w Suwałkach - Muzeum Parafialne w Pruchniku - Muzeum Podlaskie w Białymstoku - Muzeum Wnętrz Pałacowych w Choroszczy - Muzeum Historyczne w Białymstoku - Muzeum Rzeźby Alfonsa Karnego w Białymstoku - Białostockie Muzeum Wsi w Wasilkowie - Muzeum Ikon w Supraślu - Muzeum Kultury Żydowskiej w Tykocinie - Muzeum w Bielsku Podlaskim - Muzeum Regionalne w Lipsku - Muzeum Regionalne w Siemiatyczach - Muzeum w Mielniku - Muzeum Wsi w Narwi - Muzeum Ziemi Augustowskiej w Augustowie - Muzeum Ziemi Sejneńskiej w Sejnach - Muzeum Ziemi Sokólskiej w Sokółce - Nadbużański Park Historyczno-Kulturowy w Drohiczynie - Muzeum Archeologiczno-Etnograficzne w Surażu - Skansen w Białowieży - Muzeum Rolnictwa im. ks. Krzysztofa Kluka w Ciechanowcu - Muzeum Ziemi Czyżewskiej w Czyżewie - Muzeum Przyrody w Drozdowie - Muzeum Kowalstwa i Ślusarstwa w Hajnówce - Muzeum Oręża Polskiego w Kiermusach - Muzeum Pacowa Chata w Krypnie Wielkim - Muzeum Diecezjalne w Łomży - Izba Pamięci ks. Jerzego Popiełuszki w Suchowoli - Muzeum Kapliczek w Surażu - Muzeum Historii i Tradycji Żołnierzy Suwalszczyzny w Suwałkach - Muzeum Pożarnictwa w Szczuczynie |
| Województwo pomorskie           | - Muzeum Chata Kaszubska w Brusach - Muzeum Gospodarstwa Wiejskiego w Lipuszu - Muzeum Historyczno-Etnograficzne w Chojnicach - Muzeum Kaszubskie im. Franciszka Tredera w Kartuzach - Muzeum Miasta Gdyni - Muzeum Miasta Słupska w Słupsku - Muzeum Parafialne w Żukowie - Muzeum Pomorza Środkowego w Słupsku - Muzeum Kultury Ludowej Pomorza w Swołowie - Muzeum Wsi Słowińskiej w Klukach - Muzeum Regionalne w Człuchowie - Muzeum Sopotu - Muzeum w Kwidzynie - Muzeum w Lęborku - Muzeum w Skarszewach - Muzeum Zachodniokaszubskie w Bytowie - Muzeum Zamkowe w Gniewie - Muzeum Ziemi Kociewskiej w Starogardzie Gdańskim - Muzeum Ziemi Kościerskiej w Kościerzynie - Muzeum Ziemi Puckiej im. Floriana Ceynowy w Pucku - Muzeum Ziemi Sierakowickiej w Sierakowicach - Muzeum Ziemi Usteckiej w Ustce - Muzeum Ziemi Zaborskiej w Wielu - Żuławski Park Historyczny w Nowym Dworze Gdańskim |
| Województwo śląskie             | - Galeria Historii Miasta w Jastrzębiu-Zdroju - Izba Tradycji i Kultury Dawnej w Siewierzu - Miejska Placówka Muzealna w Mikołowie - Muzeum Częstochowskie w Częstochowie - Muzeum Górnictwa Rud Żelaza w Częstochowie - Muzeum Haliny Poświatowskiej w Częstochowie - Galeria Dobrej Sztuki w Częstochowie - Muzeum Górnośląskie w Bytomiu - Muzeum Miasta Jaworzna - Muzeum Miasta Mysłowice - Muzeum Miejskie im. Maksymiliana Chroboka w Rudzie Śląskiej - Muzeum Miejskie „Sztygarka” w Dąbrowie Górniczej - Muzeum Miejskie w Pyskowicach - Muzeum Miejskie w Raciborzu - Muzeum Miejskie w Siemianowicach Śląskich - Muzeum Miejskie w Sosnowcu - Muzeum Miejskie w Świętochłowicach - Muzeum Miejskie w Tychach - Muzeum Miejskie w Wodzisławiu Śląskim - Muzeum Miejskie w Zabrzu - Muzeum Miejskie w Żorach - Muzeum Miejskie w Żywcu - Muzeum Prasy Śląskiej w Pszczynie - Muzeum Regionalne Braci Chmielarskich w Krzepicach - Muzeum Regionalne „Stara Zagroda” w Ustroniu - Muzeum Regionalne w Bestwinie - Muzeum Regionalne w Sławkowie - Muzeum Regionalne im. Zygmunta Krasińskiego w Złotym Potoku - Muzeum Śląska Cieszyńskiego w Cieszynie - Muzeum Beskidzkie w Wiśle - Muzeum im. Gustawa Morcinka w Skoczowie - Muzeum Zofii Kossak-Szatkowskiej w Górkach Wielkich - Muzeum Śląskie w Katowicach - Muzeum Ustrońskie im. Jana Jarockiego w Ustroniu - Muzeum w Bielsku-Białej – Zamek książąt Sułkowskich - Dom Tkacza w Bielsku-Białej - Muzeum Techniki i Włókiennictwa w Bielsku-Białej - Willa Juliana Fałata w Bielsku-Białej - Muzeum w Chorzowie - Muzeum w Gliwicach - Muzeum w Rybniku - Muzeum w Tarnowskich Górach - Muzeum Zagłębia w Będzinie - Muzeum Kultury Wilamowskiej |
| Województwo świętokrzyskie      | - Izba Pamięci Ziemi Małogoskiej w Małogoszczu - Muzeum Zamkowe w Sandomierzu - Muzeum Pamiątek Regionalnych w Jagodnem - Muzeum Regionalne w Pińczowie - Muzeum Regionalne PTTK w Końskich - Muzeum Regionalne PTTK w Starachowicach - Muzeum Regionalne w Szydłowie - Muzeum Regionalne w Świniarach Starych - Muzeum Ziemi Buskiej w Busku-Zdroju - Muzeum Ziemi Kazimierskiej w Kazimierzy Wielkiej - Muzeum Ziemi Staszowskiej w Staszowie |
| Województwo warmińsko-mazurskie | - Izba Historii Regionu w Suszu - Muzeum Dobrego Miasta - Muzeum Lokalne w Łąkorzu - Muzeum Mazurskie w Szczytnie - Muzeum Regionalne im. Wojciecha Kętrzyńskiego w Kętrzynie - Muzeum Regionalne w Pieckach - Muzeum Regionalne w Sąpłatach - Muzeum Warmii i Mazur w Olsztynie - Dom Gazety Olsztyńskiej w Olsztynie - Muzeum Przyrody w Olsztynie - Muzeum im. Johanna Gottfrieda Herdera w Morągu - Muzeum Mazurskie w Szczytnie - Muzeum Warmińskie w Lidzbarku Warmińskim - Muzeum w Mrągowie - Muzeum Archeologiczno-Historyczne w Elblągu - Muzeum w Ostródzie - Muzeum w Wieży Ciśnień w Giżycku - Muzeum Ziemi Braniewskiej w Braniewie - Muzeum Ziemi Gołdapskiej w Gołdapi - Muzeum Ziemi Lubawskiej w Lubawie - Muzeum Ziemi Lubawskiej w Nowym Mieście Lubawskim - Muzeum Ziemi Mazurskiej w Owczarni - Muzeum Ziemi Nidzickiej w Nidzicy - Muzeum Ziemi Piskiej w Piszu - Olecka Izba Historyczna w Olecku - Prywatne Muzeum im. Tadeusza Balickiego w Młynarach |
| Województwo wielkopolskie       | - Izba Regionalna Ziemi Goślińskiej w Murowanej Goślinie - Muzeum bł. Edmunda Bojanowskiego w Grabonogu - Muzeum Miasta Ostrowa Wielkopolskiego - Muzeum Miasta Turku im. Józefa Mehoffera - Muzeum Okręgowe im. Stanisława Staszica w Pile - Muzeum Okręgowe w Koninie - Skansen Archeologiczny w Mrówkach - Muzeum Okręgowe w Lesznie - Muzeum Okręgowe Ziemi Kaliskiej w Kaliszu - Centrum Rysunku i Grafiki im. Tadeusza Kulisiewicza w Kaliszu - Rezerwat Archeologiczny w Kaliszu Zawodziu - Dworek Marii Dąbrowskiej w Russowie - Muzeum Wnętrz Pałacowych w Lewkowie - Salon Muzyczny im. Fryderyka Chopina w Antoninie - Skansen Etnograficzny w Russowie - Muzeum Regionalne im. Hieronima Ławniczaka w Krotoszynie - Muzeum Regionalne im. Wojciechy Dutkiewicz w Rogoźnie - Muzeum Regionalne w Jarocinie - Muzeum Regionalne w Kościanie - Muzeum Regionalne w Międzychodzie - Muzeum Regionalne w Mikstacie - Muzeum Regionalne w Odolanowie - Muzeum Regionalne w Pleszewie - Muzeum Regionalne w Przedczu - Muzeum Regionalne w Słupcy - Muzeum Regionalne w Stęszewie - Muzeum Regionalne w Wągrowcu - Muzeum Regionalne w Wolsztynie - Muzeum Regionalne im. Dzieci Wrzesińskich we Wrześni - Muzeum Regionalne Ziemi Sulmierzyckiej w Sulmierzycach - Muzeum Śremskie w Śremie - Muzeum w Gostyniu - Muzeum Ziemi Czarnkowskiej w Czarnkowie - Muzeum Ziemi Grodziskiej w Grodzisku Wielkopolskim - Muzeum Ziemi Jutrosińskiej w Jutrosinie - Muzeum Ziemi Kępińskiej w Kępnie - Muzeum Ziemi Kobylińskiej w Kobylinie - Muzeum Ziemi Koźmińskiej w Kożminie Wielkopolskim - Muzeum Ziemi Nadnoteckiej im. Wiktora Stachowiaka w Trzciance - Muzeum Ziemi Pyzdrskiej w Pyzdrach - Muzeum Ziemi Rawickiej w Rawiczu - Muzeum Ziemi Średzkiej w Koszutach - Muzeum Ziemi Wronieckiej we Wronkach - Muzeum Ziemi Zbąszyńskiej i Regionu Kozła w Zbąszyniu - Muzeum Ziemi Złotowskiej w Złotowie - Muzeum Ziemiaństwa w Dobrzycy |
| Województwo zachodniopomorskie  | - Izba Historyczna w Pełczycach - Muzeum Historii Ziemi Kamieńskiej w Kamieniu Pomorskim - Muzeum Historyczne „Skarb” w Policach - Muzeum i Galeria „Brama” w Gryficach - Muzeum Kołobrzeskie „Patria Colbergiensis” - Muzeum Pałacowe w Trzebiatowie - Muzeum Pojezierza Myśliborskiego w Myśliborzu - Muzeum Regionalne w Barlinku - Muzeum Wojskowości, Szkolnictwa i Wsi w Dziedzicach - Muzeum Regionalne w Cedyni - Muzeum Regionalne w Szczecinku - Muzeum Regionalne w Wolinie - Muzeum Regionalne w Bobolicach - Muzeum w Darłowie - Muzeum w Koszalinie - Muzeum w Spichlerzu w Drawnie - Muzeum Ziemi Choszczeńskiej - Muzeum Ziemi Doberskiej w Dobrej - Muzeum Ziemi Karlińskiej w Karlinie - Muzeum Ziemi Pyrzyckiej w Pyrzycach - Muzeum Ziemi Wałeckiej w Wałczu - Ośrodek Dokumentacji Dziejów Ziemi Goleniowskiej w Goleniowie |

## Muzea regionalne w organizacji
- Brwinowskie Muzeum Historyczne w Brwinowie
- Muzeum Regionalne w Gniewkowie
- Muzeum Saturn w Czeladzi
- Muzeum Ziemi Czyżewskiej w Czyżewie
- Muzeum Ziemi Makowskiej i Garnizonu Różan w Różanie
- Muzeum Ziemi Miechowskiej w Miechowie